# 정성욱 (아나운서)
정성욱(1991년 3월 26일 ~ )은 대한민국의 현직 아나운서이다.

## 경력
- 2018년 ~ 2019년 애틀랜타 라디오코리아 아나운서
- 2019년 ~ 2020년 STN SPORTS 스포츠캐스터
- 2020년 ~ 2021년 TJB 아나운서
- 2021년 ~ 2023년 YTN 앵커
- 2023년 ~ 2025년 : 한국마사회 아나운서
- 2025년 ~ 현재 : TJB 아나운서 (재입사)

## 현재 진행 프로그램
- TJB 생방송 투데이 (2021년 4월 19일 ~ 2021년 12월 1일/2025년 7월 14일 ~ 현재)[1]
- TJB 야구중계 (한화 이글스 평일 홈 경기 중계)
- TJB 축구중계 (대전 하나 시티즌 주말 홈 경기 중계)
- FM 뮤우직포차

## 과거 진행 프로그램
- TJB 아침뉴스
- TJB 뉴스(오전)
- TJB 8 뉴스(주말)
- 네트워크 현장! 고향이 보인다
- FM 좋은날 좋은아침
- SBS 모닝와이드 (1, 2부 - 굿모닝 연예 진행, 2022년 7월 11일 ~ 2023년 6월 29일)
- YTN 24
- 뉴스출발 (하루씩 교대 진행) (2022년 6월 7일 ~ 2023년 6월 30일) (YTN 24)
- YTN 뉴스와이드 (YTN 24)
- 굿모닝 와이티엔(주말) (YTN 24)